# Tótkomlós
Tótkomlós (słow. Slovenský Komlóš) − miasto na Węgrzech, w komitacie Békés, w powiecie Orosháza.
Osadę założyli w połowie XVIII wieku koloniści słowaccy. Prawa miejskie otrzymała w roku 1993. Do mniejszości słowackiej zalicza się co czwarty spośród 5866 mieszkańców miasta (styczeń 2011).

## Miasta partnerskie
- Zwoleń